# 伊丽莎白 (巴兰尼亚州)
伊丽莎白（匈牙利語：Erzsébet）是匈牙利巴兰尼亚州所辖的一个村。总面积9.75平方公里，总人口319，人口密度32.7人/平方公里（2011年1月1日）。